# Gradac, Sjenica
Gradac (izvirno srbsko Градац) je naselje v Srbiji, ki upravno spada pod Občino Sjenica; slednja pa je del Zlatiborskega upravnega okraja.

## Demografija
V naselju živi 127 polnoletnih prebivalcev, pri čemer je njihova povprečna starost 41,3 let (40,5 pri moških in 42,3 pri ženskah). Naselje ima 47 gospodinjstev, pri čemer je povprečno število članov na gospodinjstvo 3,19.
To naselje je popolnoma srbsko (glede na rezultate popisa iz leta 2002).
|  |

| Demografija | Demografija     | Demografija     |
| Leto        | Št. prebivalcev | Št. prebivalcev |
| ----------- | --------------- | --------------- |
|             |                 |                 |
|             |                 |                 |
|             |                 |                 |
|             |                 |                 |
| 1948        | 264             |                 |
| 1953        | 318             |                 |
| 1961        | 304             |                 |
| 1971        | 282             |                 |
| 1981        | 237             |                 |
| 1991        | 141             | 141             |
| 2002        | 150             | 150             |
|             |                 |                 |

| Etnična sestava po popisu iz leta 2002 | Etnična sestava po popisu iz leta 2002 | Etnična sestava po popisu iz leta 2002 | Etnična sestava po popisu iz leta 2002 | Etnična sestava po popisu iz leta 2002 |
| -------------------------------------- | -------------------------------------- | -------------------------------------- | -------------------------------------- | -------------------------------------- |
| Srbi                                   | Srbi                                   |                                        | 150                                    | 100,0%                                 |
| Neznano                                | Neznano                                |                                        | 0                                      | 0,0%                                   |